# Diócesis de Alleppey
La diócesis de Alleppey (en latín: Dioecesis Alleppeyensis y en inglés: Roman Catholic Diocese of Alleppey) es una circunscripción eclesiástica de la Iglesia católica en India. Se trata de una diócesis latina, sufragánea de la arquidiócesis de Trivandrum. Desde el 11 de octubre de 2019 su obispo es James Raphael Anaparambil.

## Territorio y organización

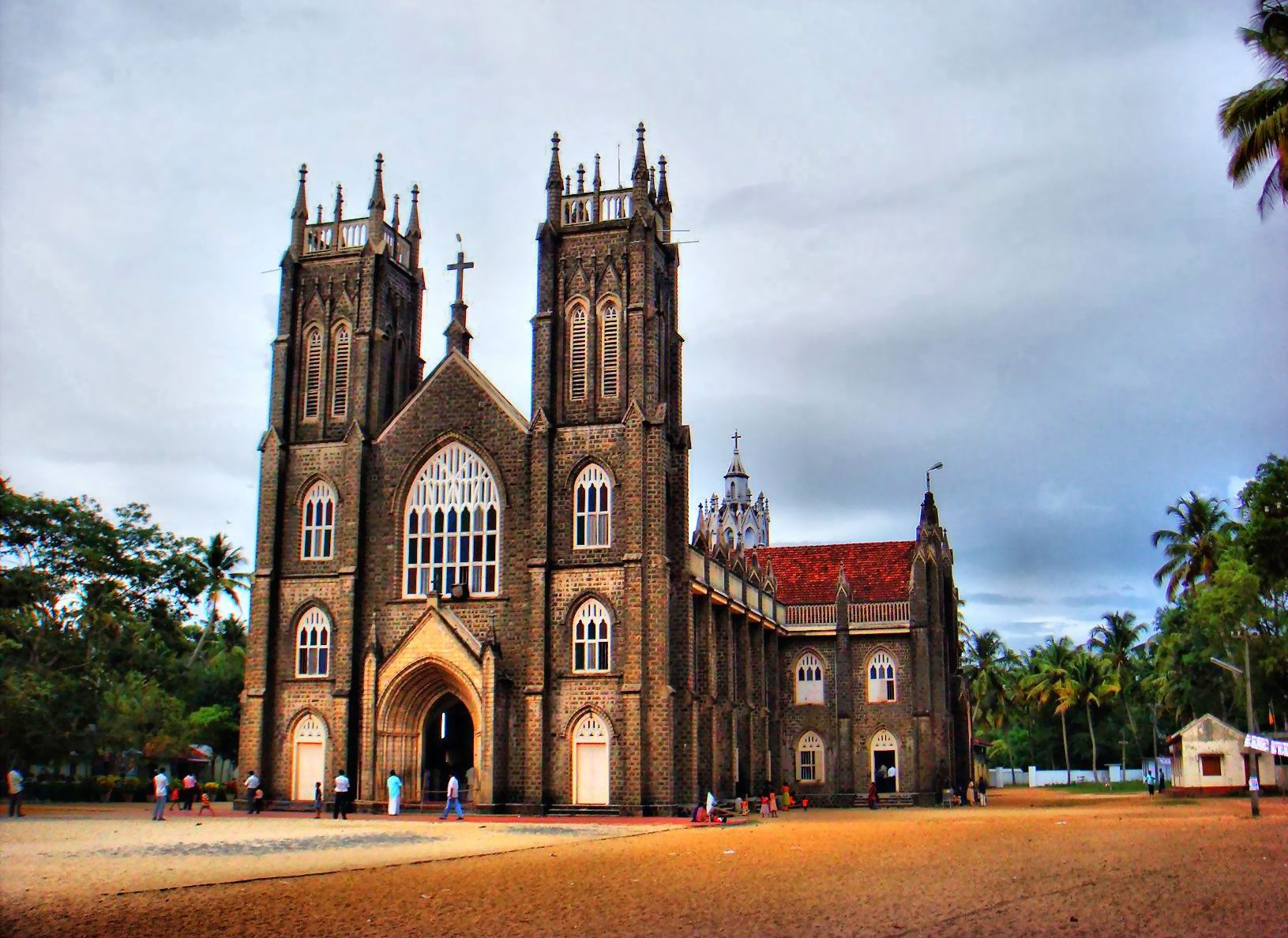
Basílica menor de San Andrés, en Arthunkal

La diócesis tiene 333 km² y extiende su jurisdicción sobre los fieles católicos de rito latino residentes en parte del distrito de Alappuzha en el estado de Kerala. La diócesis también extiende su jurisdicción sobre la llamada "Comunidad del siglo XVI" que residen en el territorio de la diócesis de Cochín y recíprocamente la diócesis de Cochin tiene jurisdicción sobre la llamada "Comunidad del siglo XVIII" que residen en el territorio de la diócesis de Alleppey.
La sede de la diócesis se encuentra en la ciudad de Alappuzha (o Alleppey), en donde se halla la Catedral de Nuestra Señora del Carmen. En Arthunkal se encuentra la basílica menor de San Andrés. 
En 2020 en la diócesis existían 68 parroquias.

## Historia
La diócesis fue erigida el 19 de junio de 1952 con la bula Ea Redemptoris del papa Pío XII, obteniendo el territorio de la diócesis de Cochín.
Originalmente sufragánea de la arquidiócesis de Goa y Damán, el 19 de septiembre de 1953 en virtud de la bula Mutant res del papa Pío XII pasó a formar parte de la provincia eclesiástica de la arquidiócesis de Verapoly. El 3 de junio de 2004 pasó a formar parte de la provincia eclesiástica de Trivandrum.

## Estadísticas
Según el Anuario Pontificio 2021 la diócesis tenía a fines de 2020 un total de 167 600 fieles bautizados.
| Año                                                                             | Población            | Población | Población      | Sacerdotes | Sacerdotes    | Sacerdotes    | Bautizados por sacerdote | Diáconos permanentes | Religiosos | Religiosos | Parroquias |
| Año                                                                             | Bautizados católicos | Total     | % de católicos | Total      | Clero secular | Clero regular | Bautizados por sacerdote | Diáconos permanentes | Varones    | Mujeres    | Parroquias |
| ------------------------------------------------------------------------------- | -------------------- | --------- | -------------- | ---------- | ------------- | ------------- | ------------------------ | -------------------- | ---------- | ---------- | ---------- |
| 1956                                                                            | 63 722               | 400 000   | 15.9           | 42         | 33            | 9             | 1517                     |                      | 16         | 86         | 18         |
| 1970                                                                            | 85 707               | 480 000   | 17.9           | 49         | 47            | 2             | 1749                     |                      | 4          | 147        | 24         |
| 1980                                                                            | 103 768              | 555 000   | 18.7           | 61         | 54            | 7             | 1701                     |                      | 7          | 181        | 28         |
| 1990                                                                            | 135 500              | 670 000   | 20.2           | 61         | 54            | 7             | 2221                     |                      | 9          | 231        | 30         |
| 1999                                                                            | 137 650              | 700 000   | 19.7           | 82         | 67            | 15            | 1678                     |                      | 41         | 275        | 31         |
| 2000                                                                            | 137 700              | 700 000   | 19.7           | 83         | 66            | 17            | 1659                     |                      | 45         | 291        | 31         |
| 2001                                                                            | 137 734              | 700 000   | 19.7           | 91         | 71            | 20            | 1513                     |                      | 49         | 302        | 31         |
| 2002                                                                            | 140 999              | 700 000   | 20.1           | 98         | 77            | 21            | 1438                     |                      | 43         | 305        | 32         |
| 2003                                                                            | 165 680              | 700 000   | 23.7           | 96         | 74            | 22            | 1725                     |                      | 45         | 362        | 32         |
| 2004                                                                            | 165 990              | 700 000   | 23.7           | 99         | 76            | 23            | 1676                     |                      | 46         | 366        | 33         |
| 2006                                                                            | 167 000              | 708 000   | 23.6           | 106        | 78            | 28            | 1575                     |                      | 56         | 375        | 35         |
| 2012                                                                            | 163 100              | 765 000   | 21.3           | 114        | 90            | 24            | 1430                     |                      | 78         | 364        | 39         |
| 2015                                                                            | 175 269              | 795 000   | 22.0           | 132        | 107           | 25            | 1327                     |                      | 70         | 486        | 49         |
| 2018                                                                            | 163 900              | 815 080   | 20.1           | 127        | 99            | 28            | 1290                     |                      | 52         | 361        | 68         |
| 2020                                                                            | 167 600              | 833 260   | 20.1           | 126        | 100           | 26            | 1330                     |                      | 50         | 352        | 68         |
| Fuente: Catholic-Hierarchy, que a su vez toma los datos del Anuario Pontificio. |                      |           |                |            |               |               |                          |                      |            |            |            |

## Episcopologio
- Michael Arattukulam † (19 de junio de 1952-28 de abril de 1984 retirado)
- Peter Michael Chenaparampil † (28 de abril de 1984 por sucesión-9 de diciembre de 2001 renunció)
- Stephen Athipozhiyil † (9 de diciembre de 2001 por sucesión-11 de octubre de 2019 retirado)
- James Raphael Anaparambil, por sucesión el 11 de octubre de 2019